# 乌国庆
乌国庆（1936年12月5日—2019年6月24日），蒙古族，中国刑侦专家，被誉为“中国的福尔摩斯”。

## 生平
1936年，乌国庆出生于满洲国热河省宁城县的八楞罐牧场。
14岁时在省会承德的承德卫生学校接受医学培训。1954年搬到上海，在上海法医学院学习，两年后被该研究所的四年制研究生项目录取，在苏联专家的指导下学习法医学。
乌国庆参与了许多知名案件的调查，包括20世纪80年代的东北“二王”特大杀人案、90年代千岛湖事件、中国北方航空6136号班机空难、马加爵谋杀案、新疆连环爆炸案、2001年石家庄爆炸案和2002年造成30多人死亡的惠州公交车纵火案。
在50多年的职业生涯中，乌国庆解决了大约1000起案件。他曾担任公安部首席侦探，并于2011年被评为中国“最受欢迎的警官”。自20世纪80年代以来，他一直被誉为“中国的夏洛克·福尔摩斯”。
乌国庆是中国人民公安大学、中国国家警察大学以及浙江、江苏、江西、云南和河南省警察学院的兼职教授。他还与其他人一起合著了许多法医学教科书。
2019年6月24日6时49分因病于北京复兴医院去世，享年82岁。